# Westland New Post
Westland New Post (WNP) was een Belgische extreemrechtse en pseudomilitaire organisatie, actief vanaf 1979 of in ieder geval vanaf maart 1981. De groepering werd opgericht door Paul Latinus en door leden van het als privémilitie verboden Front de la Jeunesse.

## Doel en ontstaan
WNP zou tot doel gehad hebben communistische infiltratie, en meer bepaald van de KGB, te bestrijden binnen officiële instanties zoals het leger en de staatsveiligheid. De organisatie zou zijn gevormd door een harde kern van het in 1981 verboden en ontbonden Front de la Jeunesse. De stichter was Paul Latinus (14 januari 1950-24 april 1984), een technisch ingenieur die moeilijk vast werk vond. Latinus beweerde voor Belgische en Amerikaanse inlichtingendiensten te hebben gewerkt en hiervoor onder meer in linkse verenigingen te zijn geïnfiltreerd. Met Latinus' dood in 1984 ontstond verdeeldheid onder de overblijvende WNP-leden en verdween WNP. 
Op zijn hoogtepunt telde de groep slechts tien à vijftien leden, onder wie de gewezen beroepsmilitairen Marcel Barbier en Michel Libert. Een ander lid, Eric Lammers, was student aan de militaire school; hij zou later ter dood veroordeeld worden voor de moord op twee diamantairs in Antwerpen. Nog andere leden, die als beklaagden verschenen bij het proces tegen WNP in 1988, waren Frédéric Saucez, Jean-Bernard Pêche, Francine Vandenborre, Françoise Durvin, Philippe Vanden Herreweghen en Marc De Jode. Ze werden vrijgesproken van bendevorming op grond van verjaring. Ze waren allen militairen of ex-militairen en verschenen in oktober 1990 opnieuw voor het gerecht, ditmaal voor de Krijgsraad, vanwege de diefstal van militaire documenten, wat gelijkstond met hoogverraad. Ook voor deze beschuldiging beslisten de rechters dat de verjaring was ingetreden.

## Moorden in de Herdersliedstraat
Marcel Barbier werd op 17 augustus 1983 gearresteerd omwille van een straatruzie waarbij hij een wapen had gebruikt. Er werd een huiszoeking verricht op zijn woonadres in Sint-Gillis, waar ook Michel Libert bleek te wonen. Men vond er, naast wapens, ook allerhande documenten die onder meer afkomstig waren uit het NAVO-hoofdkwartier in Haren.
Een van de gevolgen van deze huiszoeking was dat een dubbele moord, gepleegd op 18 februari 1982, kon worden opgelost. Een van de slachtoffers was Alphonse Vandermeulen, de ex-man van Barbiers vriendin. Wat gewoon een afrekening onder rivalen bleek te zijn, werd door sommigen voorgesteld als een politiek geïnspireerde moordpartij. Barbier werd in mei 1987 door het Assisenhof van Brabant veroordeeld tot levenslange hechtenis voor de dubbele moord. Zijn kompaan en medeverdachte Eric Lammers had een sluitend alibi en werd vrijgesproken.
Christian Elnikoff, een ander lid van WNP, verklaarde in 1989, vooraleer een mislukte poging tot zelfmoord te ondernemen, dat hij het was, en niet Barbier, die op bevel van Latinus de dubbele moord had gepleegd 'omdat het vijanden waren'.

## Activiteiten WNP
De huiszoeking van 1983 liet de gerechtelijke diensten toe de tot dan toe nagenoeg onbekende WNP beter te leren kennen. Het bleek dat via een paar lagere personeelsleden bij de NAVO allerhande documenten, onder meer telexberichten, werden meegenomen. Het was niet a priori duidelijk of deze documenten enig belang hadden. Volgens de verklaring van de WNP-leden hadden ze met hun diefstal willen aantonen dat de beveiliging bij de NAVO ontoereikend was.
Vervolgens bleek dat een commissaris van de Belgische Staatsveiligheid aan leden van WNP cursussen had gegeven over het organiseren van een geheim netwerk en het schaduwen van personen. De uitleg was naderhand dat de commissaris op die manier WNP penetreerde en informatie kon verzamelen. Dat de kranten vanaf de herfst 1983 uitgebreid over deze organisatie konden berichten, betekende ook in de praktijk het einde van de werking ervan.

## Latinus' dood
In de avond van 24 april 1984 vond de Belgische politie het lichaam van Paul Latinus – na de melding en in het huis van zijn vriendin – in Court-Saint-Étienne. Hij lag op de vloer van de kelder met sporen van wurging op de hals, maar zonder andere tekens van geweld. Ook vonden ze een telefoonkabel die was afgesneden. Latinus' vriendin vertelde dat ze hem die avond opgehangen had aangetroffen, en de kabel had losgesneden. Er is later veel gespeculeerd over de mogelijkheid dat hij was vermoord.
De volgende dag beval een onderzoeksrechter een huiszoeking in verband met de hierboven vermelde moord. Latinus' vriendin werd ondervraagd en wist te vertellen dat hij een dossier bezat met de naam Pinon. Dit dossier zou informatie hebben bevat over de Roze Balletten, zijnde seks- en drugsfeesten met hooggeplaatste personen en minderjarigen. Het dossier zelf had ze verbrand, maar ze had het wel getoond aan een 'vriend van de familie' die was verhuisd naar Spanje. Deze persoon werd nooit ondervraagd.
Het Dossier Pinon ging over vermeende gebeurtenissen rond dokter André Pinon. Deze huwde in 1970 met Josianne Jeuniau. In het kader van een echtscheidingsprocedure schakelde hij een privédetective in om zijn vrouw te volgen. Die zou hebben vastgesteld dat zij regelmatig deelnam aan seksfuiven.